# Radicaux de gauche (Italie)
Pour les articles homonymes, voir Radicaux de gauche.
Les Radicaux de gauche (en italien : Radicali di sinistra) étaient un parti politique italien né d'une scission des Radicaux italiens le 25 avril 2004, lors d'un meeting à Bolsena. Il s'est dissout en 2010.

## Historique
La création de ce parti entendait répondre à la dérive doitière du Parti radical, alors membre de la Maison des libertés. Mais les Radicaux italiens ont depuis rejoint la coalition de gauche L'Union avec le nouveau regroupement politique de la Rose au poing, ce qui restreint l'espace politique des Radicaux de gauche. Ils tinrent leur Ier congrès en 2005.
En décembre 2006, une scission crée le Mouvement Radical-socialiste (en italien : Movimento RadicalSocialista) puis en février 2010, une deuxième scission  débouche sur la création du parti Liberté et Égalité (en italien : Libertà ed Eguaglianza). Lors de la dissolution des Radicaux de Gauche en 2010, une partie de ses militants ont d'ailleurs rejoint le parti Liberté et Égalité, d'autres ont rejoint le Nouveau Parti d'action et une troisième partie a rejoint le Mouvement Radical-socialiste.
En 2014, les Radicaux écologistes (en italien : Radicali Ecologisti) reprennent ses idées et son orientation politique.

## Orientation
Le parti avait une orientation libérale, libertaire, écologiste, éco-socialiste, anti-prohibitionniste, social-libérale et néo-humaniste. Le parti était aussi en faveur de la décroissance.
Le parti se réclamait du Parti radical historique fondé en 1955 et notamment de Felice Cavallotti et de Ernesto Nathan.
Au niveau national, il dialoguait et soutenait principalement les forces de gauche et les organisations environnementales telles que la Fédération des Verts, le Nouveau Parti d'action, la Fédération de la Gauche, la Gauche, écologie et liberté, le Mouvement Radical-socialiste et le Mouvement 5 étoiles.

## Logo

2006-2009
2009-2010